# 聖彼德羅馬蒂爾山國家公園

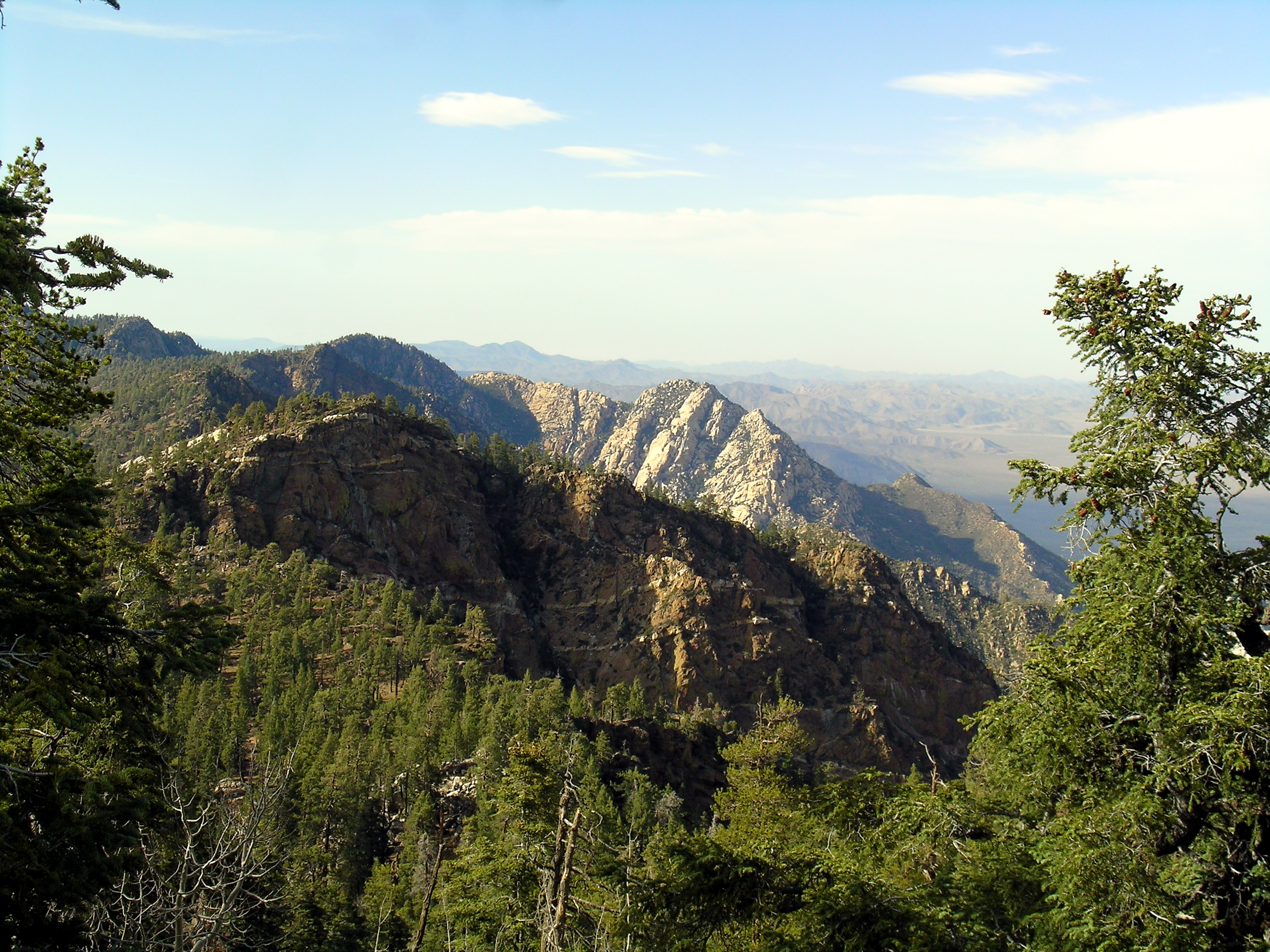

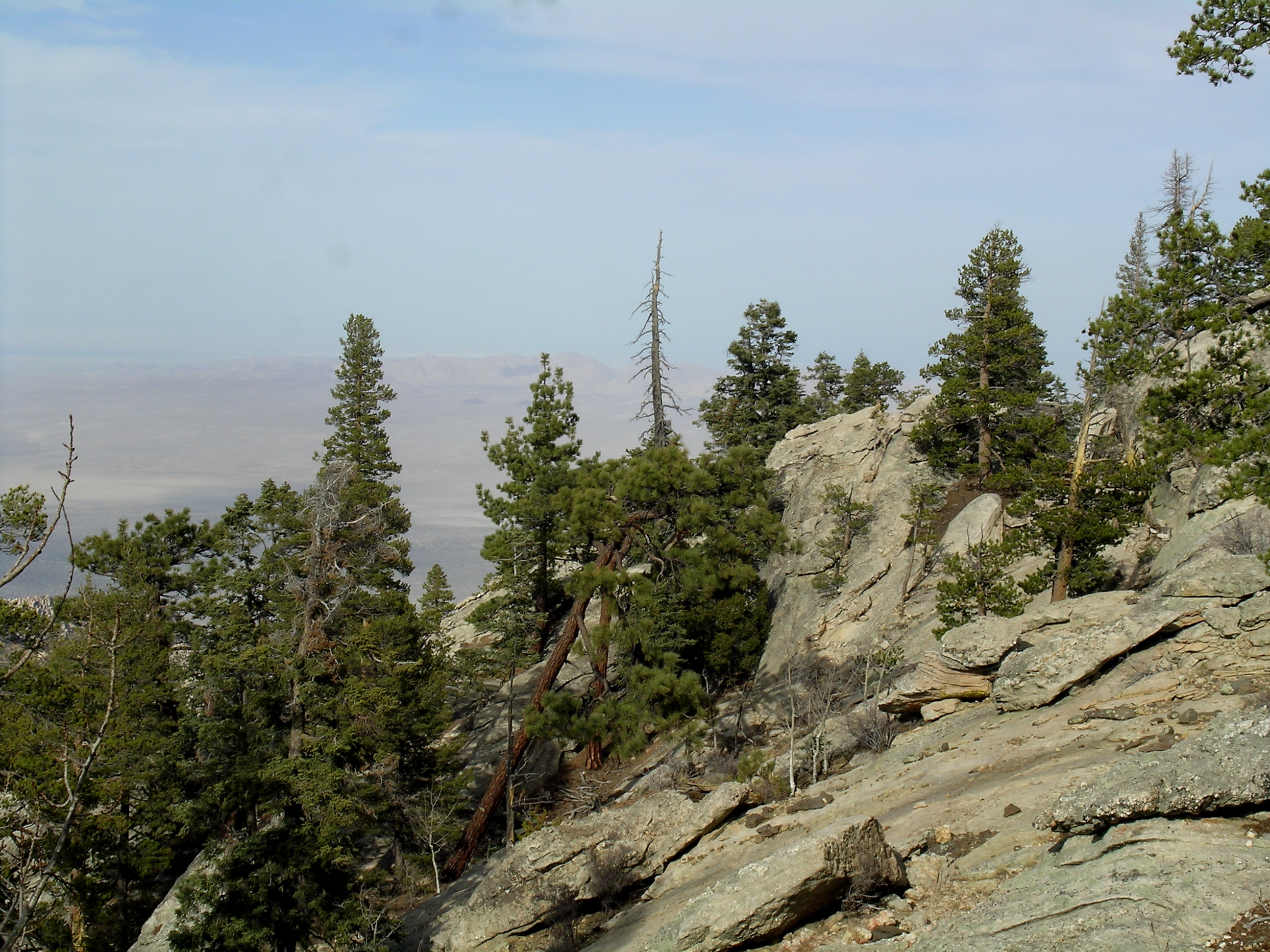

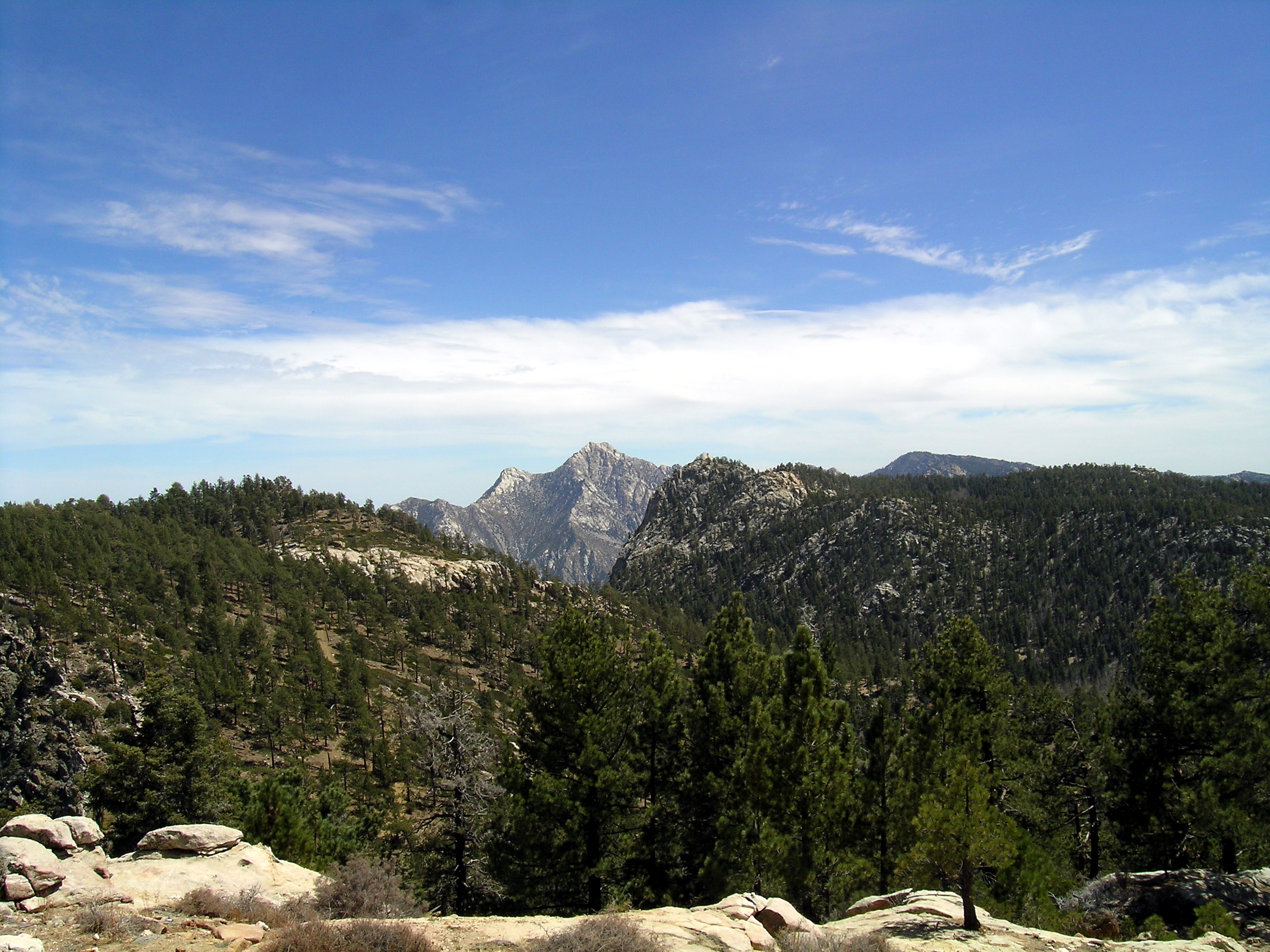

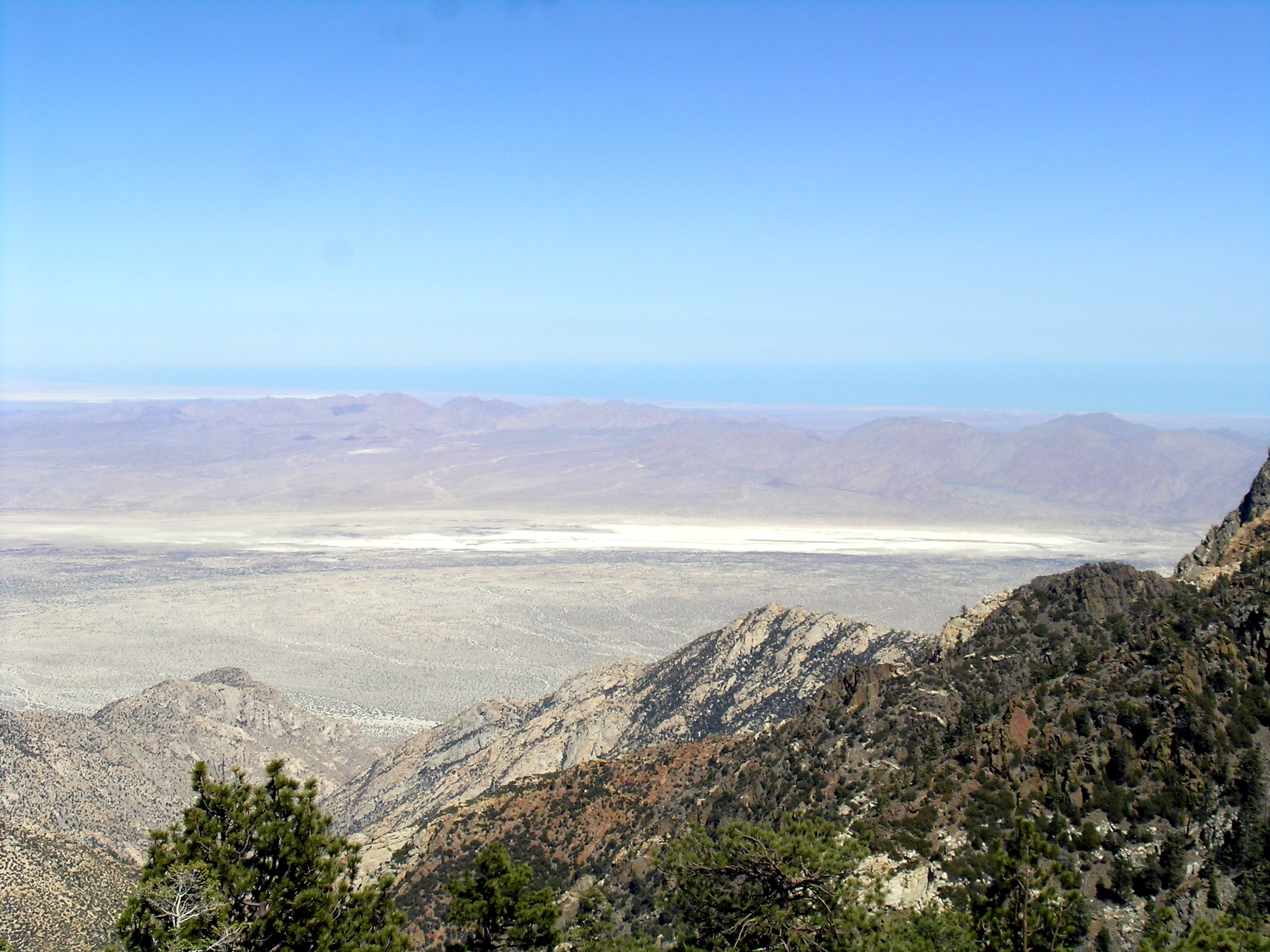

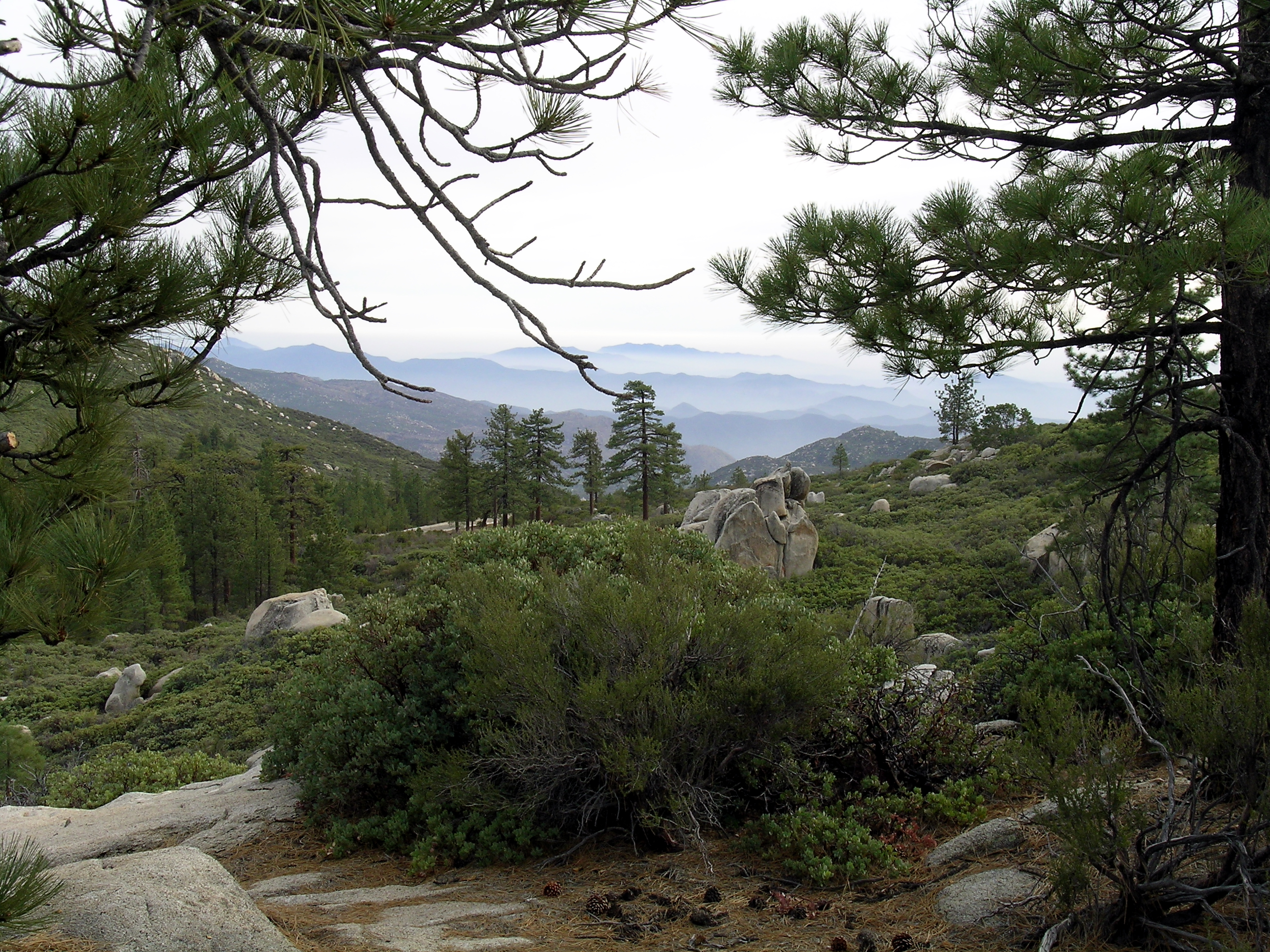

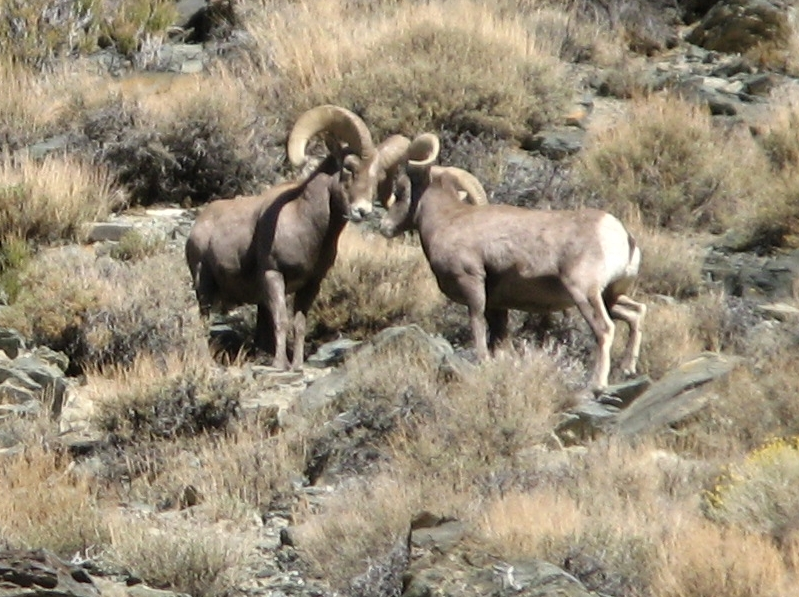

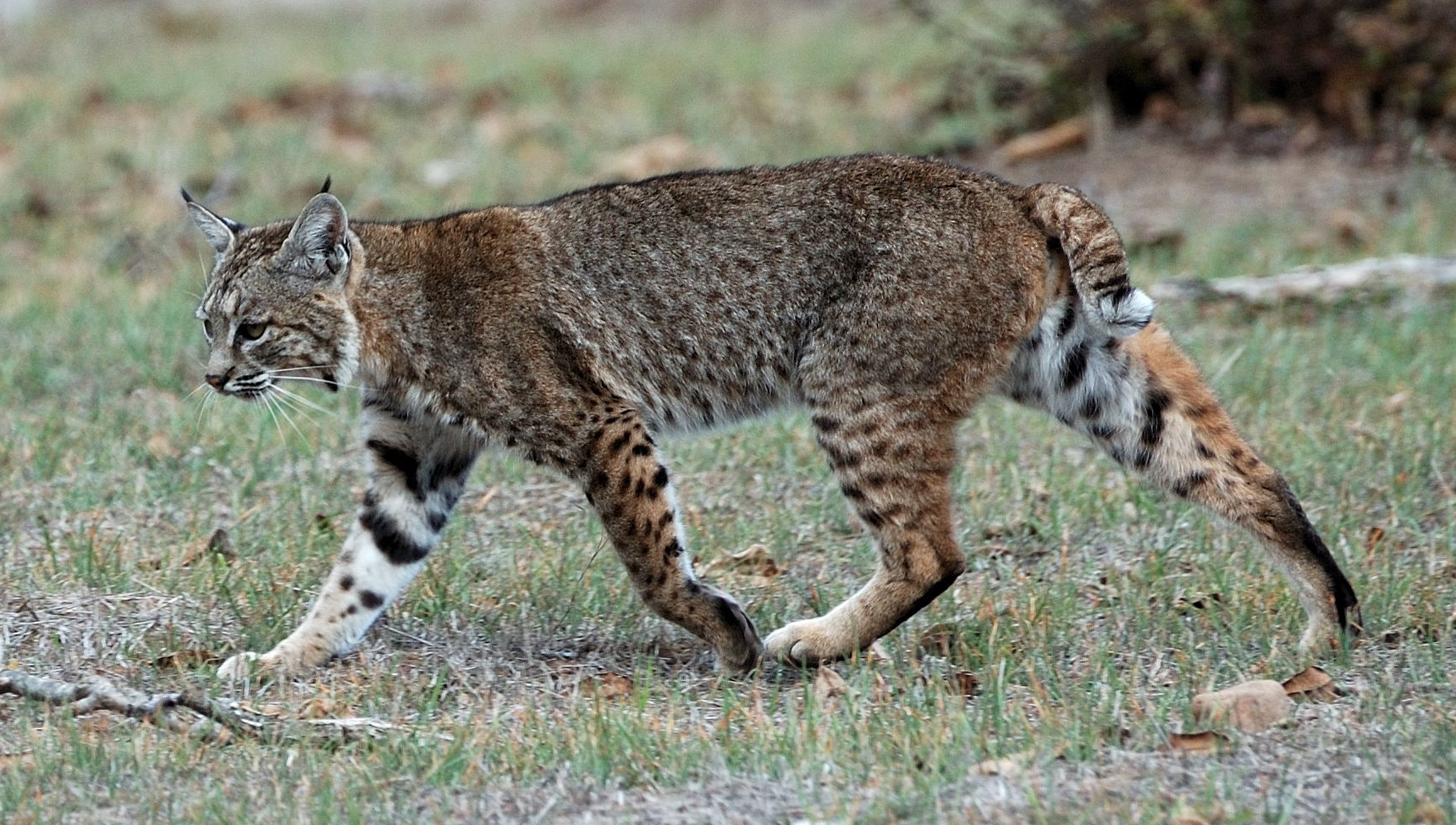

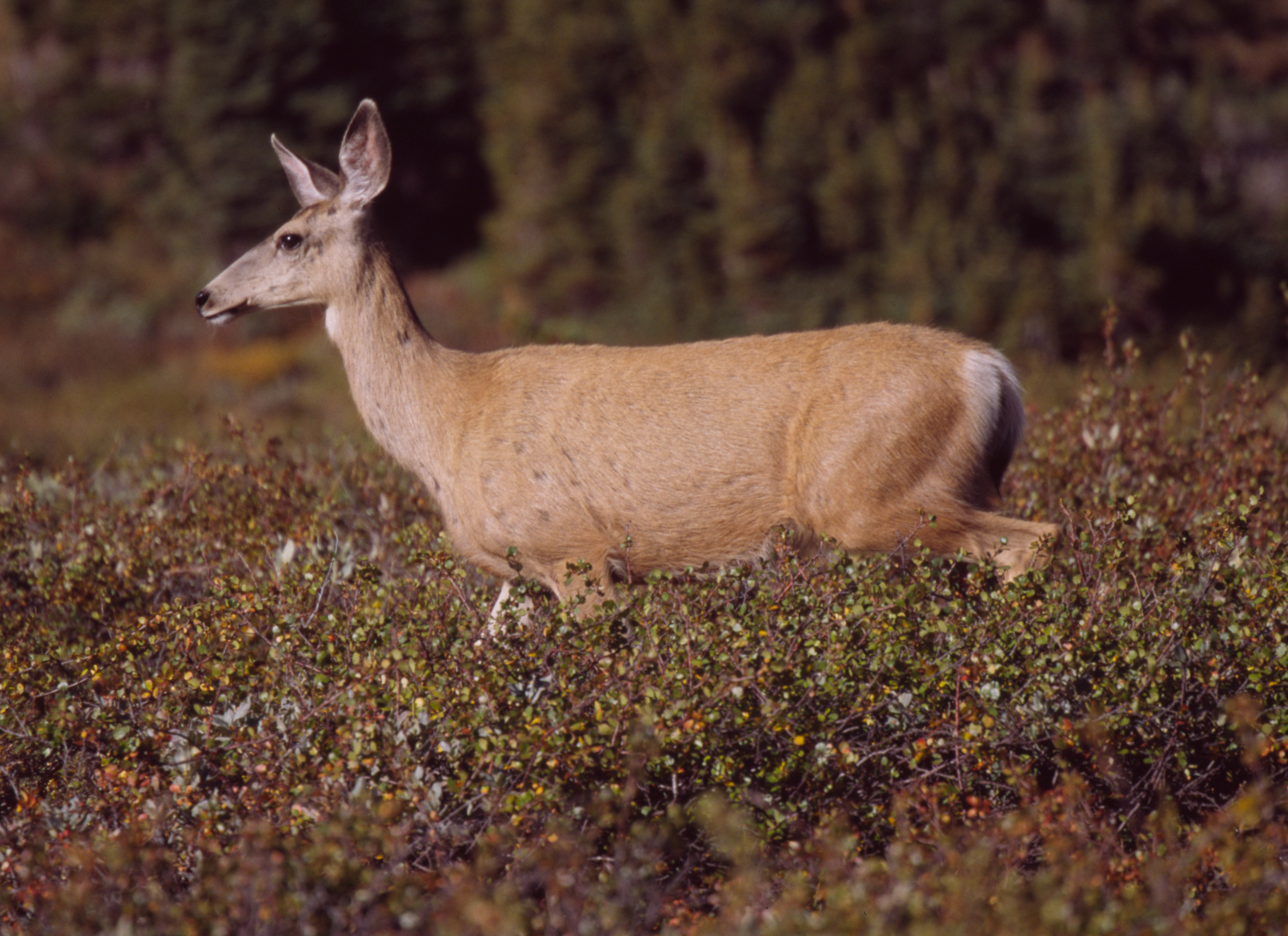

聖彼德羅馬蒂爾山國家公園是墨西哥的國家公園，由下加利福尼亞州負責管轄，始建於1947年4月26日，面積729平方公里，每年平均降雨量382毫米。

## 外部連結
- Información completa sobre el Parque de San Pedro Mártir
- GoLatin.com: Sierra de San Pedro Mártir National Park